# TeleZüri
TeleZüri è un canale televisivo locale della Svizzera tedesca. Gli studi si trovano a Zurigo, nel cantone omonimo.

## Storia
Il canale fu creato da Roger Schawinski nel 1994. Dopo qualche anno, Belcom Holding SA entrò a far parte del capitale di TeleZüri. Dal 2011 è di proprietà del gruppo editoriale Tamedia AG.
Dal 31 ottobre 2008, TeleZüri non possiede più alcuna concessione rilasciata dal Consiglio federale, vedendosene di fatto privato in favore di Tele Top. Il Consiglio federale ha tuttavia assicurato che l'emittente zurighese non sarà penalizzata e che potrebbe continuare a esistere nella sua forma attuale. Inoltre, ha affermato che se TeleZüri dovesse richiedere una concessione al fine d'essere obbligatoriamente ripreso dalle compagnie via cavo, quest'ultimo gli garantirebbe il proprio sostegno.

## Diffusione
Durante il periodo di concessione, il canale trasmetteva in tutto il Canton Zurigo e nel Canton Glarona con un trabocco sull'estremità est dell'Argovia e a quella ovest della Turgovia. Dal 2008 è diffuso su Swisscom TV in tutto il territorio svizzero.

## Programmazione
- ZüriNews: informazioni regionali, nazionali e internazionali
- ZüriInfo: informazioni riguardanti la città di Zurigo
- ZüriTipp: programma culturale
- ZüriWetter: previsioni meteo
- TalkTäglich: talk-show di attualità
- SonnTalk: settimanale riguardante temi di attualità
- Lifestyle: programma di showbiz
- SwissDinner: programma di cucina

## Ascolti
Secondo IP Multimedia, TeleZüri è stata seguita da 463.300 telespettatori al giorno, il che la renderebbe l'emittente televisiva locale svizzera più vista. Il bacino di ricezione è stimato in 1.419.500 spettatori.